# The Sorceress (film 1917)
The Sorceress è un cortometraggio muto del 1917. Non si conosce il nome del regista che non viene riportato nei credit del film.

## Produzione
Il film fu prodotto dalla Rex Motion Picture Company.

## Distribuzione
Distribuito dall'Universal Film Manufacturing Company, il film - un cortometraggio in una bobina - uscì nelle sale cinematografiche USA il 19 aprile 1917. Era la riedizione di un film di cui non si conosce il titolo originale.